# بلانش من نافارا، ملكة فرنسا
بلانش النافارية (بالفرنسية: Blanche de Navarre)‏ (1330 - 5 أكتوبر 1398)؛ كانت ملكة فرنسا القرينة كزوجة الثانية لـ فيليب السادس، هي ابنة الكبرى لـ ملكين فيليب الثالث وجوان الثانية ملوك نافارا.

## السيرة الذاتية
في البداية أراد ملوك نافارا تحالف مع قشتالة من خلال زواجها من بيدرو وريث ألفونسو الحادي عشر، ومع ذلك خطبت في نهاية المطاف لأمير جان الفرنسي كانت من أجمل الأميرات في ذاك الوقت، بحيث كانت تعرف بـ (الحكمة الجميلة)، أسرت بلانش الملك الأرمل فيليب السادس والد خطيبها الذي كان في أربعين في العمر، وتزوجها في 29 يناير 1350 نفر منه ابنه والعديد من نبلاء المملكة.
كانت فترة قرينتها قصيرة بسبب وفاة زوجها بعد أقل من السنة في 22 أغسطس 1350، واستطعت انجاب ابنة في مايو 1351، عاشت في أحد المدن القريبة من جيزور في نورماندي، وبعد فترة وجيزة طلب بيدرو ملك قشتالة يدها مرة أخرى، ولكنها رفضت العرض بقوله (أنها ملكة فرنسا لا تتزوج مرة أخرى) وظهرت في البلاط الفرنسية في مناسبات نادرة، وأيضا لعبت دوراً سياسياً كوسيط بين شقيقها شارل الثاني ملك نافارا وفرنسا.
في عام 1371 خطبت ابنتها جوان لـ خوان وريث عرش أراغون، ولكنها توفيت خلال الرحلة إلى أراغون، لزواجها في 16 سبتمبر 1371 في بيزييه.
توفيت بلانش في 1398 ودفنت في كاتدرائية سان دوني مقبرة ملوك فرنسا، شمال باريس.